# カダム駅
カダム駅（カダムえき、朝鮮語: 가담역）は、朝鮮民主主義人民共和国咸鏡南道咸興市にある駅で、新興線に属する。 

## 隣の駅
新興線
咸興駅 - カダム駅 - 富民駅